# Škoda Felicia Kit Car

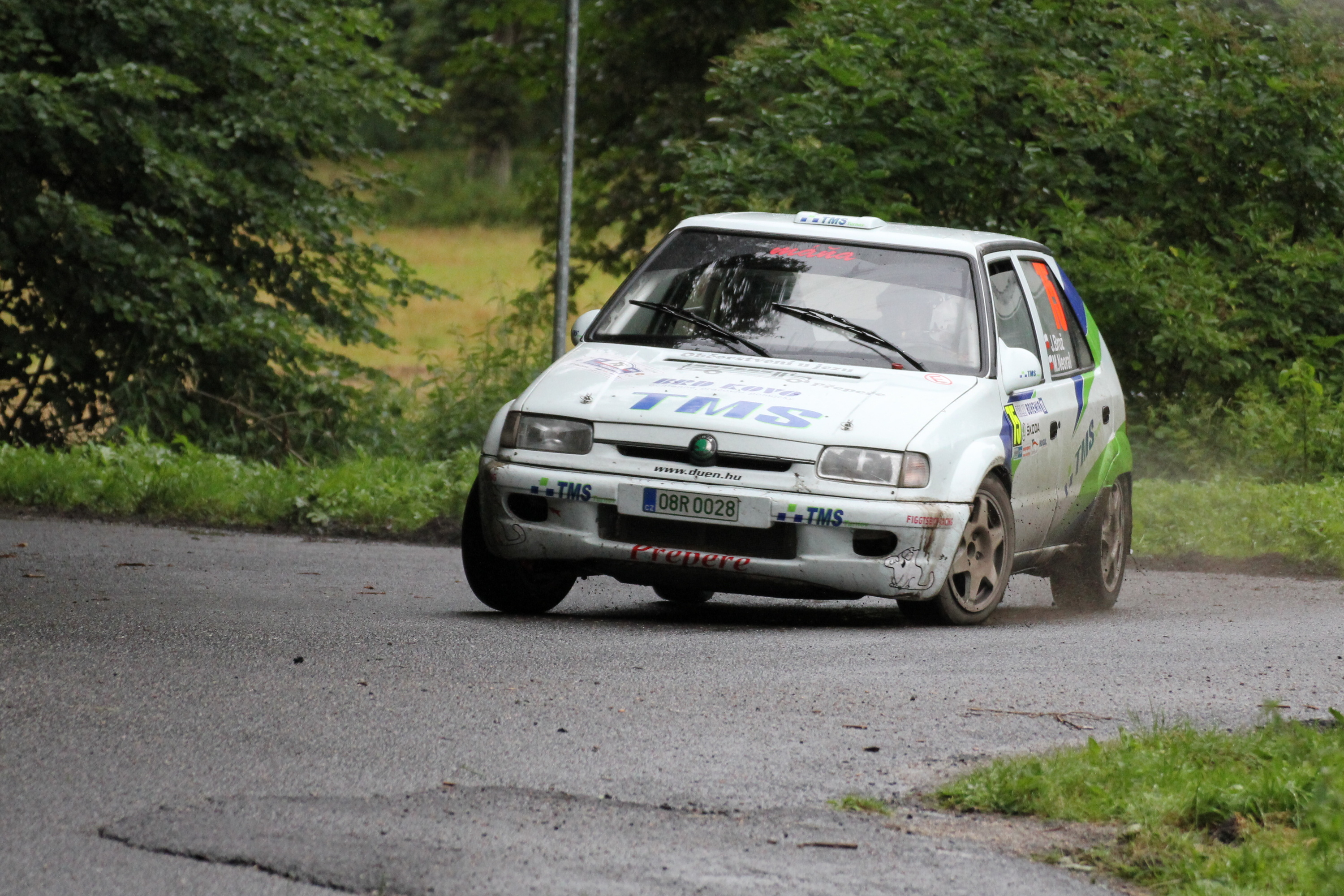
Škoda Felicia Kit Car na rally Bohemia 2011

Škoda Felicia Kit Car byla závodní verze automobilu Škoda Felicia. Její motor měl základ v sériovém čtyřválcovém motoru objemu, který byl doplněn upraveným sáním a novým výfukem a byl dostupný ve třech objemových variantách – 1,3, 1,5 l a 1,6 l s rozdílnými válci a větším zdvihem. Motor 1,3 l poskytoval výkon 108 kW/147 koní; v polovině léta 1995 byl nahrazen motorem 1,5 l s výkonem 115 kW/156 koní (1,5 l) při 7 000 ot/min a do roku 1996 byl jeho výkon zvýšen na 122 kW při 7 500 ot/min. Na konci roku 1996 byl nahrazen agregátem 1,6 l z koncernu VW, jenž měl výkon 128 kW/174 koní. Všechny varianty byly kombinovány s 6rychlostní převodovkou typu hewland.
Škoda Felicia Kit Car měla premiéru na Rally Švédska 1995. Nejúspěšnější rok pro Škodu Felicia Kit Car byl rok 1996; rok 1997 byl posledním pro Felicii Kit Car, kdy na Rallye Finska přišel její nástupce Octavia Kit Car. Celkem bylo vyrobeno v závodě škoda Motorsport 48 vozidel Felicia Kit Car, přičemž několik z nich je aktivních dodnes.